# Josh Hawley
Joshua David Hawley (født d. 31. december 1979) er en amerikansk politiker fra det Republikanske Parti, som har været senator for delstaten Missouri siden 2019. Før at Hawley blev valgt til senatet, var han statsadvokat i Missouri mellem 2017-19.

## Baggrund
Hawley blew født i Springdale, Arkansas den 31. december 1979, men flyttede til Lexington i Missouri i 1981. Han har en kandidatgrad i jura fra Yale Law School.

## Politiske karriere

### Statsadvokat
Hawley valgte i 2016, at være kandidat til statsadvokat i Missouri. Hawley vandt den republikanske nomination, og ved valget, som blev afholdt samme dag præsidentvalget i 2016, vandt Hawley med 58,5% af stemmerne over demokraten Teresa Hensley.

### Senatvalg 2018
I oktober 2018 annoncerede Hawley at han ville være kandidat ved senatvalget samme år, da den siddende senator, demokraten Claire McCaskill, skulle genvælges. Hawley var blandt 11 republikanske kandidater, men efter at Præsident Donald Trump og den republikanske leder i senatet Mitch McConnell annoncerede deres støtte for Hawley, så vandt han stort, med 58,9% i den første runde, som gjorde en anden runde unødvendig. Hawley var dermed den republikanske kandidat.
Valget i Missouri var et som republikanerne havde håbet på at vinde, og det gjorde de. Hawley fik 51,4% af stemmerne, og dermed vandt over McCaskill, som havde været senator siden 2007.

### Kontrovers over 2020 præsidentvalget
Efter at Joe Biden vandt præsidentvalget i 2020, var Hawley den første senator til at støtte Trumps teori om valgsnyd, og annoncerede at han ville protestere imod at senatet godkendte valgresultatet.
Efter stormen på capitol, som skete den 6. januar 2021, var der flere personer som gav Hawley og hans retorik omkring valget en del af skylden for opildne vreden som ledte til indtrængen på capitol. Flere demokratiske senatorer lavede også en officiel klage imod Hawley og Ted Cruz over deres støtte af Trump.